# 1+1=1
1+1=1 è un EP collaborativo della cantante sudcoreana Hyuna e del rapper Dawn, pubblicato nel 2022.

## Tracce
1. Deep Dive (나빌레라) – 1:53
2. Ping Pong – 2:38
3. XOXO – 3:16
4. I Know (우리는 죽을 만큼 사랑했다) – 3:27